# PRISMA
PRISMA, acronimo di "PRecursore IperSpettrale della Missione Applicativa", è un satellite italiano per l'osservazione della Terra lanciato il 22 marzo del 2019.
Lo scopo della missione è di testare un dimostratore tecnologico dotato di strumenti ottici per il monitoraggio delle risorse naturali e delle caratteristiche dell'atmosfera. PRISMA sarà in grado di monitorare i fenomeni geologici che avvengono in Italia, lo stato delle risorse naturali, la qualità dell'aria e i livelli di inquinamento.

## Caratteristiche
PRISMA è una missione dell'Agenzia Spaziale Italiana, continuazione del programma HypSEO dell'ASI per sviluppare una fotocamera iperspettrale per applicazioni spaziali ed interrotto nel 2002.
Il satellite è dotato di stabilizzazione a 3 assi con un'accuratezza di 0,07° su ogni asse e possiede i seguenti strumenti per la determinazione dell'assetto:
- 2 magnetometri e 24 sensori solari per la determinazione dell'assetto grezza;
- 2 sensori stellari e 6 giroscopi per la determinazione dell'assetto ad alta accuratezza.

Come attuatori dispone di:
- 4 ruote di reazione per il puntamento accurato;
- 3 bobine magnetiche per il puntamento grezzo e la desaturazione delle ruote di reazione;
- 2 propulsori per le manovre orbitali.

Il satellite è costruito sulla piattaforma MITA di Carlo Gavazzi Space (oggi OHB Italia).
Il controllo del satellite sarà effettuato dal Centro spaziale del Fucino in banda S, mentre i dati ottenuti saranno scaricati in banda X ed elaborati presso il Centro di geodesia spaziale Giuseppe Colombo di Matera.

### Carico utile
L'unico strumento scientifico presente a bordo è un dispositivo elettro-ottico fornito da Leonardo e composto da un sensore iperspettrale da circa 240 bande nell'intervallo 400-2500 nm, co-registrato con una telecamera pancromatica con una risoluzione spaziale di 5 metri.

## Obiettivi della missione
I campi principali dei benefici attesi dei dati iperspettrali sono i seguenti:
- controllo delle foreste (incendi, mappature, classificazioni, analisi della biomassa);
- agricoltura (mappatura delle colture, rotazione delle colture, concimazione);
- acque interne e costiere (qualità dell'acqua, monitoraggio della clorofilla, fioritura di alghe);
- cambiamenti climatici e ricerca ambientale (desertificazione, deforestazione, stress della vegetazione, degrado ambientale e rischi);
- esplorazione ed estrazione delle materie prime, degrado del suolo e proprietà del suolo.